# Detva
Detva je okresní město v Banskobystrickém kraji na středním Slovensku. Žije zde přibližně 14 tisíc obyvatel.

## Poloha
Město se nachází jihovýchodně od Banské Bystrice v pohoří Poľana.

## Historie
Detva byla založena mezi lety 1636–1638 jako poddanská obec. V roce 1786 zde Ján Vagač založil manufakturu na výrobu bryndzy. Městský status získala v roce 1965 a centrem stejnojmenného okresu se stala v roce 1996.
Od roku 1965 se zde konají vždy v červenci Folklorné slavnosti pod Poľanou.
Na počátku 50. let 20. století zde vznikl strojírenský podnik Podpolianske strojárne, n.p., později ZŤS Detva. Výrobní sortiment tvořily především kolové nakladače (UNC, HON), bagry a dumpery Tatra 147 DC-5, kromě toho se zde vyráběly i obrněné transportéry OT-810 a BVP-1. Nástupcem podniku je od roku 2003 firma PPS GROUP.